# Ostrokrzewowate
Ostrokrzewowate (Aquifoliaceae Bartl.) – rodzina roślin okrytonasiennych z rzędu ostrokrzewowców (Aquifoliales). W ujęciu systemu APG III z 2009 takson monotypowy tylko z jednym rodzajem – ostrokrzew (Ilex). Należy do niego 405 gatunków spotykanych głównie w Ameryce i południowo-wschodniej Azji, pojedyncze gatunki rosną także w zachodniej Europie i Afryce. Charakterystyczne dla przedstawicieli są skrętoległe, zimozielone i często ząbkowane liście. Wszystkie zaliczane tu rośliny to drzewa lub krzewy.

## Systematyka
Pozycja systematyczna i podział według APweb (aktualizowany system APG IV z 2016)
|  | Cardiopteridaceae |
|  |                   |
|  | Stemonuraceae     |
|  |                   |

|  | Phyllonomaceae                                                                                  |
|  |                                                                                                 |
|  | \| \| Helwingiaceae – helwingiowate \| \| \| \| \| \| ostrokrzewowate Aquifoliaceae \| \| \| \| |
|  |                                                                                                 |
|  | Helwingiaceae – helwingiowate                                                                   |
|  |                                                                                                 |
|  | ostrokrzewowate Aquifoliaceae                                                                   |
|  |                                                                                                 |

|  | Helwingiaceae – helwingiowate |
|  |                               |
|  | ostrokrzewowate Aquifoliaceae |
|  |                               |

|  | Cardiopteridaceae |
|  |                   |
|  | Stemonuraceae     |
|  |                   |

|  | Phyllonomaceae                                                                                  |
|  |                                                                                                 |
|  | \| \| Helwingiaceae – helwingiowate \| \| \| \| \| \| ostrokrzewowate Aquifoliaceae \| \| \| \| |
|  |                                                                                                 |
|  | Helwingiaceae – helwingiowate                                                                   |
|  |                                                                                                 |
|  | ostrokrzewowate Aquifoliaceae                                                                   |
|  |                                                                                                 |

|  | Helwingiaceae – helwingiowate |
|  |                               |
|  | ostrokrzewowate Aquifoliaceae |
|  |                               |

Do rodziny zaliczany jest tylko jeden rodzaj – ostrokrzew (Ilex). Wyróżniany dawniej rodzaj Nemopanthus okazał się być po lepszym poznaniu jego filogenezy jedną z linii rozwojowych umieszczoną w obrębie rodzaju Ilex i obecnie jego nazwa traktowana jest jako synonim. Z kolei zaliczany tu także dawniej rodzaj Phelline wyłączany jest do rangi monotypowej rodziny Phellinaceae w obrębie rzędu astrowców Asterales, a rodzaj Sphenostemon zaliczany jest obecnie do rodziny Paracryphiaceae z rzędu Paracryphiales. 
Pozycja w systemie Reveala (1993–1999)
Gromada okrytonasienne (Magnoliophyta Cronquist), podgromada Magnoliophytina Frohne & U. Jensen ex Reveal, klasa Rosopsida Batsch, podklasa różowe (Rosidae Takht.), nadrząd Celastranae Takht., rząd ostrokrzewowce (Aquifoliales Senft), rodzina ostrokrzewowate (Aquifoliaceae Bartl.). 
Do rodziny w tym ujęciu zaliczano 3 rodzaje:
- rodzaj: Aquifolium Mill.
- rodzaj: Ilex L. - ostrokrzew
- rodzaj: Nemopanthus Raf.